# Фаренгейт 9/11
«Фаренгейт 9/11» («9/11 по Фаренгейту»; англ. Fahrenheit 9/11) — документальный фильм-памфлет, снятый американским режиссёром и политическим активистом Майклом Муром в 2004 году. Состоит из критики и разнообразных обвинений в адрес президента США Джорджа Буша-младшего, в том числе его причастности к событиям 11 сентября 2001 года. Содержит точку зрения Майкла Мура на причины войн в Афганистане и в Ираке.
Вышел в прокат в кинотеатрах США и Канады 25 июня 2004 года, и собрал более $222 млн (из них 119 млн в США и 103 млн в других странах), тем самым заняв первую строчку по сборам среди документальных фильмов за всю историю. Также фильм занимает третью строчку по сборам в США среди фильмов, одним из героев которых является президент США.
«Фаренгейт 9/11» в 2004 году получил «Золотую пальмовую ветвь» Каннского кинофестиваля. В 2009 году газета The Daily Telegraph назвала этот фильм «лучшим фильмом XXI века».

## Особенности фильма
Название фильма и его девиз «Фаренгейт 9/11 — температура, при которой горит свобода» обыгрывают название антиутопии Рэя Бредбери «451 градус по Фаренгейту» и её эпиграф «451° по Фаренгейту — температура, при которой воспламеняется и горит бумага». По принятым в американском варианте английского языка правилам записи дат название или номер месяца ставится перед днём, в силу чего дата террористических актов 11 сентября 2001 года записывается как «September 11» или 9/11.
В фильме делается намёк на возможную причастность Буша к событиям 11 сентября 2001 года, подтасовки в его пользу во время президентских выборов в США 2000 года, его давние деловые связи с Усамой бен Ладеном. Фильм также содержит авторскую версию Майкла Мура истинных причин войны в Афганистане и войны в Ираке.
По словам Майкла Мура, «Фаренгейт 9/11» снимался, чтобы не допустить переизбрания Джорджа Буша-младшего на президентских выборах в США в 2004 году. Тем не менее, политики от Демократической партии США, в том числе и кандидат в президенты Джон Керри, дистанцировались от фильма и содержащихся в нём обвинений в адрес Джорджа Буша. Протесты против выхода фильма в прокат выразили и некоторые из политиков от Республиканской партии.

## Съёмки и финансирование фильма
Фильм имел множество проблем на запуске в работу и последующем выходе в прокат. Компания Мела Гибсона Icon Production, первоначально взявшаяся за финансирование, отказалась от своих обязательств в мае 2003 года. Кинокомпания Miramax, продолжившая производство фильма, получила от своего владельца, Walt Disney Pictures, неоднократные требования прекратить работу над проектом. Несмотря на запрет, работа была продолжена.
После завершения съёмок «Фаренгейта 9/11», Walt Disney Pictures, которой в итоге принадлежали права на фильм, оказалась перед фактом нарушения собственных требований и отказалась выпускать фильм в прокат, как несоответствующий формату кинокомпании. Продюсеры Miramax, братья Вайнштейны, выкупили права на «Фаренгейт 9/11» за 6 миллионов долларов и занялись самостоятельным прокатом картины.

## Награды
- «Золотая пальмовая ветвь» Каннского кинофестиваля 2004 года.
- Премия «Золотая малина»:
  - Худший актёрский дуэт — Джордж Буш, Кондолиза Райс и «любимая ручная коза Буша»
  - Худшая мужская роль — Джордж Буш
  - Худшая женская роль второго плана — Бритни Спирс
  - Худшая мужская роль второго плана — Дональд Рамсфельд

## Содержание
Фаренгейт 9/11 основан на материале книги «Где моя страна, чувак?», написанной самим Муром. Мур утверждает, что причины войны в Ираке коренятся в личных разногласиях между Бушем и бен Ладеном, а служба вербовки в армию США пользуется нечестными методами для привлечения молодых людей в качестве солдат. Более того, по представленному Муром материалу можно сделать вывод о многолетнем взаимовыгодном сотрудничестве Буша и бен Ладена, которое коренится в договорённостях Буша-старшего с семьёй бен Ладена. В фильме освещаются круг интересов и предметы этого сотрудничества — нефть, поставки оружия, контракты и пр.
Фильм начинается с критического анализа президентских выборов 2000 года, на которых Джордж Буш был объявлен победителем, несмотря на то, что набрал меньше голосов, чем его соперник Альберт Гор. В начале фильма Мура вставлены фрагменты из интервью каналу «Fox News» политических союзников Джорджа Буша (в том числе его двоюродного брата Джона Эллиса), предлагающих объявить Буша победителем досрочно. Затем Мур поднимает вопрос оспариваемых результатов голосования во Флориде, где победа Джорджа Буша была обеспечена помощью его брата, губернатора штата Джеба Буша и махинациями по ограничению избирательных прав темнокожего электората.
Дальнейший разбор деятельности Буша в первый год его президентства показывает, что Буш до 11 сентября 2001 года провёл 42 % рабочих дней в отпуске или на отдыхе (статистика из «Вашингтон пост»), в том числе 54 дня — на своём ранчо Кроуфорд, 38 дней — на президентской загородной резиденции в Кэмп-Дэвиде и ещё 4 — у родителей в штате Мэн. В качестве визуального сопровождения этой информации следуют сцены, показывающие Буша во время игры в гольф с семьёй, рыбалки и кормления собаки. Вступительный ролик сопровождается кадрами, на которых визажисты готовят к выходу в телеэфир различных членов администрации Буша, включая Колина Пауэлла, Пола Вулфовица, Кондолизу Райс, Дональда Рамсфелда.

## Некоторые факты
- В мае 2004 года Майкл Мур сделал официальное заявление, что компания Walt Disney Pictures (владелец дистрибьютора Miramax) мешает компании Miramax в продвижении его последней документальной картины. В свою очередь представители Диснея ответили, что решение было принято ещё в мае 2003 года, и они ещё тогда советовали Miramax отказаться от дистрибьюторских функций этого фильма.
- Исполнительный директор, Майкл Эйснер, язвительно заметил, что Мур специально раздул общественный скандал для того, чтобы привлечь внимание кинокритиков на Каннском кинофестивале. В свою очередь, Мур заявил, что Эйснер просто-напросто трус и боится увеличения налогов, взимаемых с Диснейленда и многочисленных гостиниц, расположенных во Флориде. Как известно, губернатор Флориды Джеб Буш — родной брат президента США Джорджа Буша, жёстко раскритикованного в фильме Майкла Мура.
- После показа на Каннском кинофестивале кинокартина удостоилась, пожалуй, самых долгих оваций за всю историю проведения кинофорума: в СМИ фигурировали цифры от 15 до 25 минут.
- На день вручения награды это был второй документальный фильм, которому удалось взять главный приз Каннского фестиваля — «Золотую пальмовую ветвь». Первопроходцем на этом поприще стала картина известного путешественника Жака-Ива Кусто «Le Monde du silence» в 1956 году.
- Впервые документальная кинолента возглавила список самых кассовых фильмов уикенда. Ранее ни одной картине документального жанра не удавалось попасть и в пятёрку.
- В ходе съёмок Мур отснял интервью с американским контрагентом Николасом Бергом, впоследствии похищенным и убитым иракскими террористами, но принял решение не включать эту беседу в финальную версию картины. Майкл сообщил, что интервью никогда не будет передано достоянию общественности, так как все исходные съёмочные материалы он решил передать родственникам Берга.
- Рэй Бредбери, автор фантастического произведения «Фаренгейт 451», озвучил своё негодование по поводу названия картины Мура. «Он украл мою идею», — сообщил прессе расстроенный писатель.
- Никогда ещё документальные фильмы не демонстрировались на таком внушительном количестве экранов. Первый уикенд (25-27 июня) — 868 экранов, второй уикенд (2-5 июля) — 1725 экранов, третий уикенд (9-11 июля) — 2011 экранов.
- Впервые картина, демонстрировавшаяся на самом маленьком количестве экранов по сравнению с конкурентами, возглавила бокс-офис.
- Самым кассовым документальным фильмом до выхода «Фаренгейта» считался киноэтюд того же Майкла Мура «Боулинг для Колумбины». В 2002 году эта картина собрала 24 миллиона долларов. «Фаренгейтом» этот результат был продемонстрирован уже в первый уикенд показа.
- В своём официальном пресс-заявлении Майкл Мур сообщил: «Мой фильм прежде всего ориентирован на те 50 процентов людей, которые никогда не ходят на выборы. Стали ли они элитой за это время? Стали ли они богаче? Хорошо ли они образованы? Нет! Они всё так же бедны. Кто эти 50 процентов? Это, прежде всего, рабочий класс, одинокие мамы, необразованная молодёжь и подавляющее число афроамериканцев».
- Майкл Мур даже не пытался бороться с распространением пиратских версий фильма в сети Интернет, потому что целью фильма является вовсе не сбор максимально большой суммы денег, а просвещение каждого потенциального избирателя-американца в канун выборов президента США в конце 2004 года.
- Первоначально фильм получил рейтинг «R». Майкл Мур попытался было убедить ассоциацию MPAA, что картину должны посмотреть и 15-летние подростки, которые спустя несколько лет вполне могут записаться в вооружённые силы США и попасть на службу в Ираке. Он подал протест, в котором потребовал смягчить рейтинг картины до «PG-13». Однако протест был отклонён, и картина вышла в прокат с рейтингом «R» под предлогом «присутствующих в фильме волнующих сцен, а также из-за обилия ругательств».
- В фильме использовалась песня Fire Water Burn[англ.] группы Bloodhound Gang, так как она была популярна среди военнослужащих в Ираке.